# Vladislav Bobrik
Vladislav Joerjevitsj Bobrik (Russisch: Владислав Юрьевич Бобрик) (Novosibirsk, 6 januari 1971) is een Russische voormalige professionele wielrenner. Hij beoefende de sport op topniveau van 1993 tot en met 1999. Hij was opgeleid op de wielerschool in Sint-Petersburg.

## Palmares
1990
3e etappe Tour de Trump
1991
3e etappe Redlands Classic
1994
Ronde van Lombardije
1e etappe Ronde van Aragón
Trofeo dello Scalatore 3
1995
8e etappe (deel B) Paris-Nice
1997
Memorial Nencini

### Resultaten in voornaamste wedstrijden
| Jaar | Ronde van Italië | Ronde van Frankrijk | Ronde van Spanje |
| ---- | ---------------- | ------------------- | ---------------- |
| 1993 | 61e              |                     |                  |
| 1994 |                  | 62e                 |                  |
| 1995 | 28e              |                     | opgave           |
| 1996 |                  |                     | 16e              |
| 1997 | opgave           |                     |                  |
| 1998 | 23e              | opgave              |                  |
| 1999 |                  |                     |                  |

| Jaar | Milaan-San Remo | Luik-Bast.‑Luik | Ronde van Lombardije | Waalse Pijl |  | WK op de weg |
| ---- | --------------- | --------------- | -------------------- | ----------- |  | ------------ |
| 1993 | 142e            |                 | 20e                  |             |  |              |
| 1994 |                 |                 | ↑                    |             |  | 27e          |
| 1995 | 17e             |                 | 18e                  |             |  |              |
| 1996 |                 |                 | 30e                  |             |  | 15e          |
| 1997 |                 |                 |                      |             |  |              |
| 1998 | 73e             | 14e             |                      | 49e         |  |              |
| 1999 | 84e             | 21e             |                      | 36e         |  |              |

Wielerploegen van Vladislav Bobrik
Argentin · Berzin · Bobrik · Bottaro · Frattini · Gamba · Imboden · Kappes · Martinelli · Minali · Oegroemov · Pierobon · Puttini · Volpi
Argentin · Berzin · Bobrik · Bontempi · Bottaro · Cenghialta · Colombo · Frattini · Furlan · Gamba · Minali · Oegroemov · Riis · Volpi · Zaina · Brignoli (stagiair)
Berzin · Bobrik · Bontempi · Bottaro · Brignoli · Cenghialta · Cerioli · Colombo · Frattini · Furlan · Gotti · Minali · Mosole · Odriozola · Oegroemov · Riis · Santaromita · Volpi · Zanini · Giacomazzi (stagiair)
Bertoletti · Berzin · Bobrik · Bottaro · Brignoli · Brognara · Cenghialta · Cerioli · Colombo · Fina · Frattini · Gotti · Minali · Odriozola · Perona · Santaromita · Scopsi · Tartaggia · Volpi · Zanini · Rezzani (stagiair)
Baldato · Bobrik · Brignoli · Brognara · Caruso · Casagranda · Cenghialta · Charrière · De Beni · Di Biase · Ferrari · Miceli · Minali · Palumbo · Pistore · Rezzani · Spezialetti · Di Luca (stagiair) · Sosenka (stagiair)
Arvesen ·
Bartoli ·
Basso ·
Bianchi ·
Bianchini ·
Bobrik (tot 30/04) ·
Bongioni · 
Ferrari ·
Lauria ·
Malberti ·
Mancini ·
Palumbo ·
Pozzi ·
Saprykinas ·
Schiavina ·
Simeoni ·
Sjefer ·
Turicchia ·
Zandarin ·
Romano (stagiair) ·
Varriale (stagiair) 